# Gare de Montreuil
Pour les articles homonymes, voir Gare de Montreuil (homonymie).
La gare de Montreuil est une gare ferroviaire française de la ligne de Paris-Saint-Lazare à Versailles-Rive-Droite, située dans le quartier de Montreuil de la commune de Versailles, dans le département des Yvelines.
Ouverte le 15 mai 1931 par l'Administration des chemins de fer de l'État, c'est aujourd'hui une gare de la Société nationale des chemins de fer français (SNCF) desservie par les trains de la ligne L du Transilien (réseau Paris-Saint-Lazare). Elle se situe à une distance de 21,6 km de la gare de Paris-Saint-Lazare.

## Situation ferroviaire
La gare de Montreuil est située en tranchée, au nord-est de Versailles, dans le quartier de Montreuil. Établie à 122 m d'altitude, elle se situe au point kilométrique (PK) 21,627 de la ligne de Paris-Saint-Lazare à Versailles-Rive-Droite. Elle constitue le quatorzième point d'arrêt de la ligne après Viroflay-Rive-Droite et précède le terminus de Versailles-Rive-Droite.

## Histoire
La ligne de Paris à Versailles-Rive-Droite ouvre en août 1839. À cette époque, le quartier de Montreuil n'est encore qu'une zone marécageuse où travaillent des maraîchers. Il faut attendre près d'un siècle pour qu'une halte soit ouverte à cet emplacement.
Durant le dernier quart du XIXe siècle, le quartier s'urbanise peu à peu, et une première pétition des habitants réclame l'établissement d'une halte. En 1896, la Compagnie des chemins de fer de l'Ouest est à nouveau sollicitée dans le même objectif, mais sa réponse demeure négative. Elle fait valoir que l'ouverture d'une halte présenterait un intérêt commercial trop limité, la population du quartier étant surtout constituée de maraîchers et de blanchisseuses se déplaçant rarement. Par ailleurs, un arrêt supplémentaire pénaliserait le temps de trajet de trois minutes, ce qui encouragerait le public à continuer de se rendre en gare de Versailles-Rive-Droite pour profiter des trains directs. Enfin, elle expose qu'aucune des parties intéressées n'offre de participer aux frais de réalisation.
En 1904, une nouvelle demande est présentée, pour une dépense estimée à cent mille francs, mais essuie un nouveau refus. En 1912, le projet d'électrification de la ligne ravive le problème ; mais le déclenchement de la Première Guerre mondiale retarde le grand programme d'électrification de la banlieue ouest. En 1923, la demande revient à l'ordre du jour et connaît enfin une issue favorable : la halte de Montreuil est ouverte au public le 15 mai 1931. Un modeste bâtiment des voyageurs, d'une superficie de seulement dix-sept mètres carrés, est établi sur le pont de la rue de la Bonne-Aventure.
En 1984, un nouveau bâtiment remplace le précédent. D'une surface de 310 m2, il est réalisé en béton brut et en briques. Une nouvelle passerelle couverte est aménagée légèrement en amont du pont,
et donne accès aux quais latéraux à l'aide de deux escaliers fixes, et d'un escalier mécanique sur le quai en direction de Versailles. La nouvelle gare est inaugurée un an et demi après sa mise en service, le 18 décembre 1985, avec le nouveau parc de stationnement de soixante-et-onze places.
Le trafic montant quotidien atteint 398 voyageurs en 1938, ce qui en fait à cette époque la gare au trafic le plus faible de la ligne. Ce chiffre grimpe à 2 388 en 1973, où elle est à l'avant-dernière place derrière Viroflay-Rive-Droite, et enfin 3 600 voyageurs par jour en 2003, où elle dépasse alors plusieurs gares de la ligne. 

## Fréquentation
De 2015 à 2020, selon les estimations de la SNCF, la fréquentation annuelle de la gare s'élève aux nombres indiqués dans le tableau ci-dessous.
| Année     | 2015      | 2016      | 2017      | 2018      | 2019      | 2020      | 2021      | 2022      | 2023      |
| --------- | --------- | --------- | --------- | --------- | --------- | --------- | --------- | --------- | --------- |
| Voyageurs | 2 248 554 | 2 137 642 | 2 192 249 | 2 204 405 | 2 226 698 | 1 217 688 | 1 897 965 | 2 010 237 | 2 001 814 |

## Services voyageurs

### Accueil
En 2014, un guichet est ouvert tous les jours de 5 h 55 à 1 h 55. Il dispose de boucles magnétiques pour personnes malentendantes. Des automates Transilien et grandes lignes sont également disponibles. Un magasin de presse Relay est présent, ainsi que des distributeurs de boissons ou friandises, une cabine de photographie automatique et une cabine téléphonique. En 2015, un service de retrait automatisé de colis, nommé Pickup Station, a été installé, entre le parking de la gare et le bâtiment voyageurs. 
L'accès aux quais se fait par des escaliers. Un escalier mécanique est disponible mais seulement sur le quai pour Versailles et pour sortir de la gare. Des ascenseurs sont également à disposition sur les  deux quais pour les personnes à mobilité réduite (PMR).

### Desserte
La gare est desservie par les trains de la ligne L du Transilien (réseau Paris-Saint-Lazare), à raison d'un train toutes les 15 minutes en heures creuses, d'un train toutes les 10 minutes aux heures de pointe et d'un train toutes les trente minutes en soirée. Tous les trains à destination ou en provenance de Versailles-Rive-Droite desservent la gare de Montreuil. Depuis janvier 2008, des portiques de contrôle d'accès ont été mis en place à l'entrée de la gare.
Le temps de trajet est, selon les trains, de 37 à 39 minutes depuis la gare de Paris-Saint-Lazare.

Installations de la gare
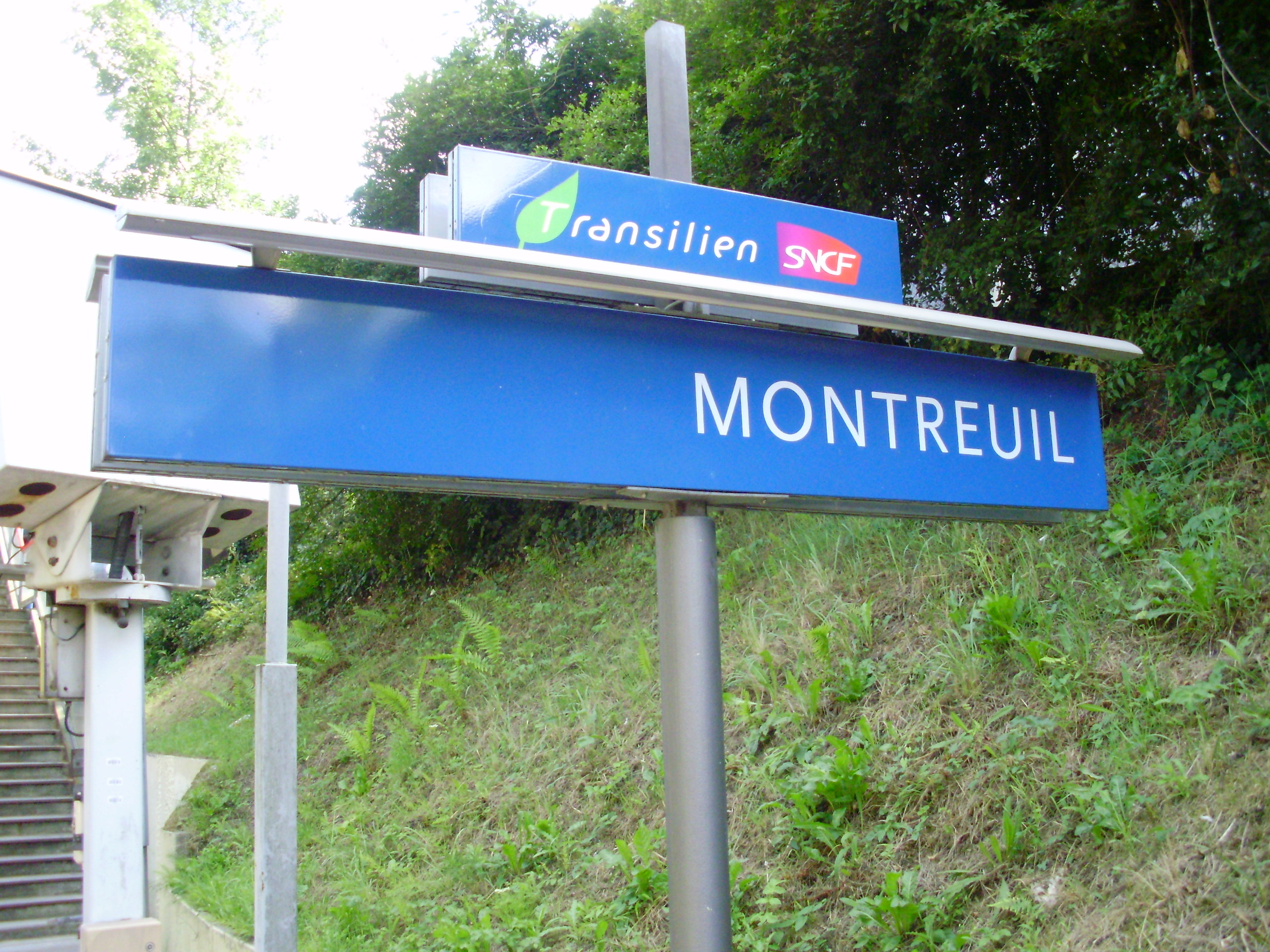
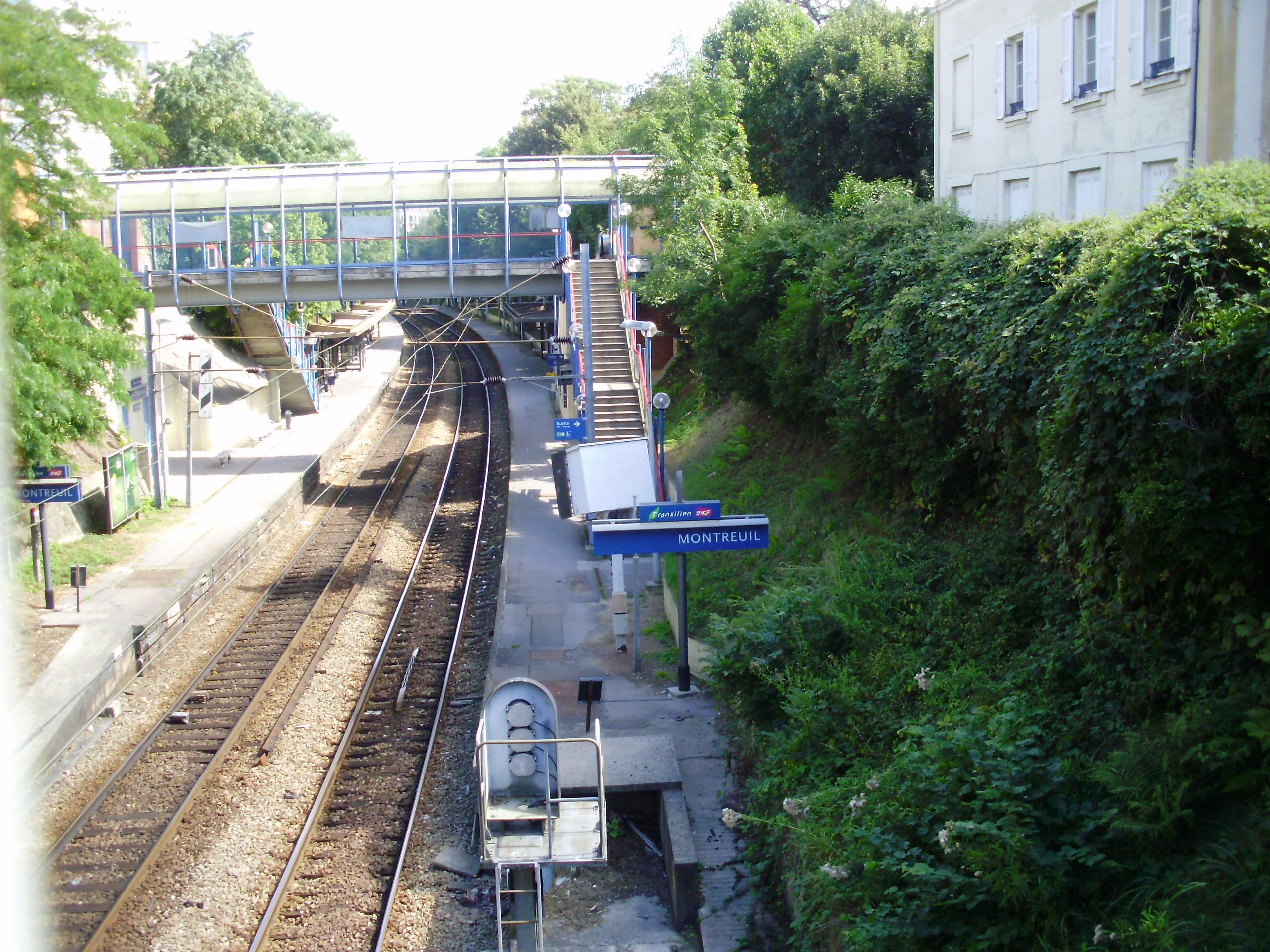
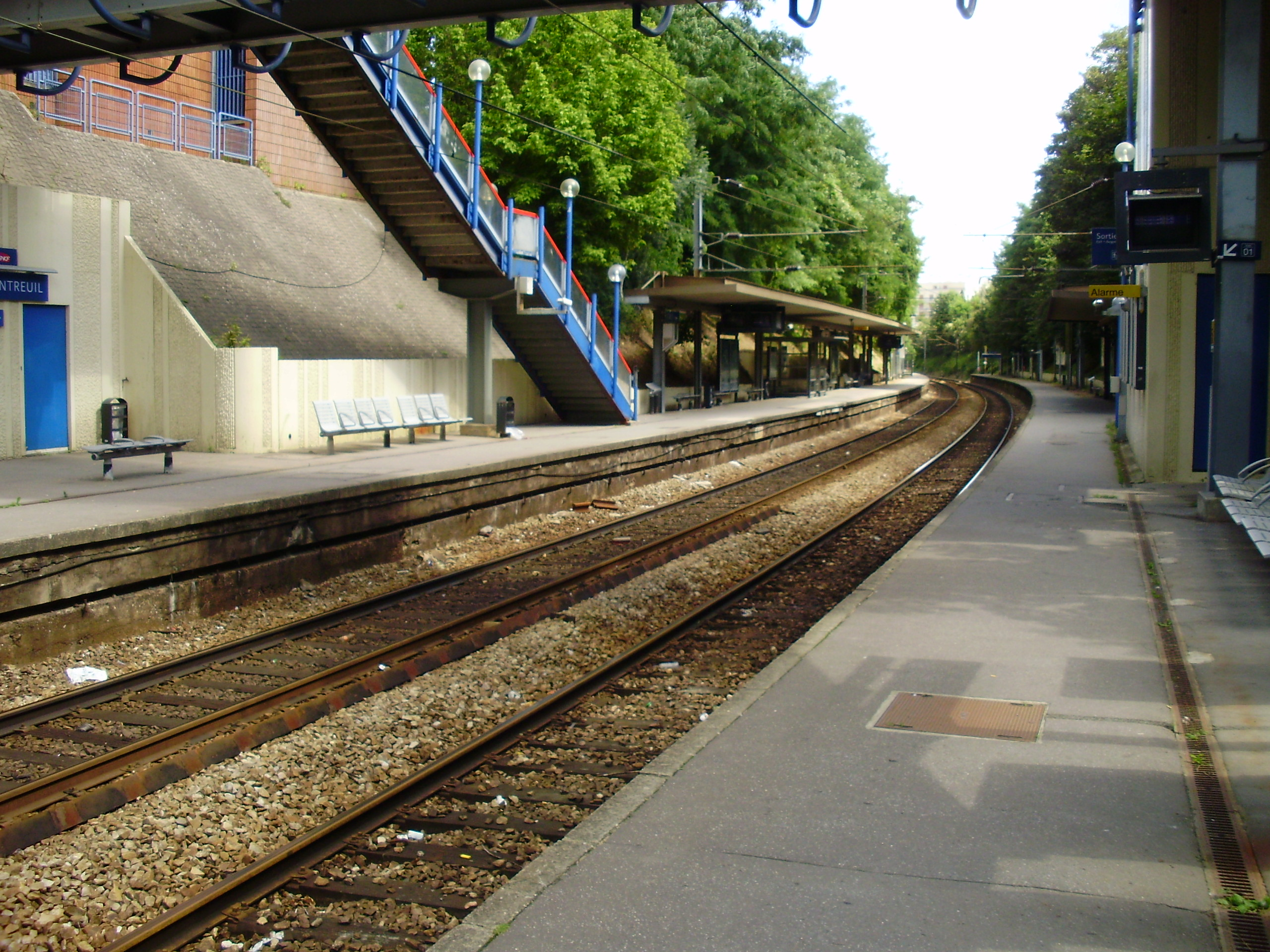

### Intermodalité
Un parc à vélos est situé à l'extérieur de la gare, et un parc relais gratuit de 50 à 100 places est aménagé pour les véhicules.
La gare est desservie par :
- les lignes 6201, 6205, 6207 et 6208 du réseau de bus Grand Versailles ;
- la ligne 6180 du réseau de bus de Vélizy Vallées.